# 吉田清孝
吉田 清孝（よしだ きよたか）は、安土桃山時代から江戸時代にかけての武将。島津氏の家臣。

## 出自
祖先は息長氏である。大隅正八幡宮（現・鹿児島神宮）神官の任にあり、源為朝の次男・為重より大隅国吉田院を譲られ、吉田氏を称した。祖父の吉田位清が島津宗家への謀反を理由に13代当主・島津忠隆に攻められ居城である吉田城が落城、逃亡途中で島津安久に討たれたため没落した。しかし、位清の室が島津忠良（島津氏15代当主・島津貴久の父）の姉という縁もあってか、位清の子・宗清と弟・清親は貴久に仕えた。

## 略歴
吉田氏15代当主・吉田宗清の次男として誕生。
天正6年（1578年）より、貴久の後を継いだ島津義久の使衆となり、阿多（現・鹿児島県南さつま市）の地頭、後に隈之城（現・薩摩川内市隈之城町）の地頭を歴任する。天正14年（1586年）の豊後国入りの際は津賀牟礼城の番大将を仰せつかった。義久が豊臣秀吉に降伏すると、主命により文禄元年（1592年）から大坂詰めとなる。
慶長5年（1600年）の関ヶ原の戦いでは、老中・平田増宗の指示により、相良長泰・上原尚張と共に、実窓院（島津義弘継々室）と亀寿（義久の末娘で島津忠恒正室）を薩摩国に逃がすべく、亀寿を侍女の於松とすり替えるという謀を成功させた。須磨明石沖まで逃げ遂せた義弘に、実窓院と亀寿を引き渡している。
慶長18年（1613年）、国分（現・鹿児島県霧島市国分）に移り、国分衆となった。